# Garmonija
Garmonija (Гармония) è un film del 1977 diretto da Viktor Živolub.

## Trama
Il talentuoso designer tedesco Baklanov non vuole essere una pedina nelle mani del suo capo, ma vuole un lavoro indipendente e creativo. Costringe la direzione della KB ad indire un concorso per lo sviluppo di un nuovo modello di trattore e lui stesso guida uno dei gruppi creativi. E il concorrente di Herman risulta essere il suo migliore amico.